# Richard Poetzsch

Porträt Richard Poetzsch (1861–1913)

Richard Poetzsch (* 24. September 1861 in Mölbis; † 20. Januar 1913 in Leipzig) war ein deutscher Kaufmann und Inhaber der Firma Richard Poetzsch GmbH Kaffee-Großhandlung und Kaffee-Großrösterei.

## Leben
Poetzsch absolvierte seine Ausbildung im Kaffee- und Teehandel bei den Leipziger Firmen Hentschel & Pinckert, H. C. Fahrig, Joachim Christian Lücke sowie bei Müllers Kolonialwarenhandlung an der Petersstraße.
Am 1. Oktober 1888 gründete Richard Poetzsch sein eigenes Kolonialwarengeschäft im Gebäude des Hotels Deutsches Haus am Königsplatz 13. In der Zeit des Übergangs von handgeröstetem zu maschinell geröstetem Kaffee spezialisierte sich Poetzsch auf Kaffeeimport und Kaffeeveredelung in eigener Rösterei. Er gehörte zu den ersten Produzenten in Deutschland, die eine große Auswahl an Röstkaffeeprodukten in gleichmäßig hoher Qualität unter eigener Handelsmarke anboten.
1894 eröffnete er in Leipzig ein zweites Ladengeschäft am Grimmaischen Steinweg 20, das sein Bruder Oskar leitete. 1896 gründete er eine zweite Rösterei und eine Kaffeeverleserei. Neben den üblichen Flachröstern setzte Poetzsch erstmals auch zwei Gothotsche Kugelröster ein. Die Einführung von maschinell verpacktem Kaffee in hygienisch und luftdicht verschlossenen Tüten mit doppelter Pergaminfütterung machte die Firma in ganz Deutschland bekannt. Poetzsch konnte seinen Umsatz enorm steigern und produzierte bereits in dieser Zeit täglich 300 Zentner gerösteten Kaffee.
1898 wurde ein drittes Ladengeschäft im Hôtel de Pologne, Hainstraße 16/18 und 1899 eine dritte Rösterei eröffnet. 1910 gelang es Poetzsch, in Hamburg eine Großrösterei und einen Versandhandel zur Belieferung des norddeutschen Raumes sowie in Berlin ein Ladengeschäft auf der Oranienburger Straße zu etablieren. Zu dieser Zeit beschäftigte das Unternehmen 120 Mitarbeiter. Damit gehörte Richard Poetzsch vor dem Ersten Weltkrieg zu den Marktführern der Branche. Für seine Produkte erhielt Poetzsch zahlreiche Auszeichnungen, unter anderem als höchste Anerkennung den Staatspreis. Vom Sächsischen König wurde der erfolgreiche Geschäftsmann mit dem Titel Königlich Sächsischer Hoflieferant geehrt.

## Weitere Geschichte des Unternehmens

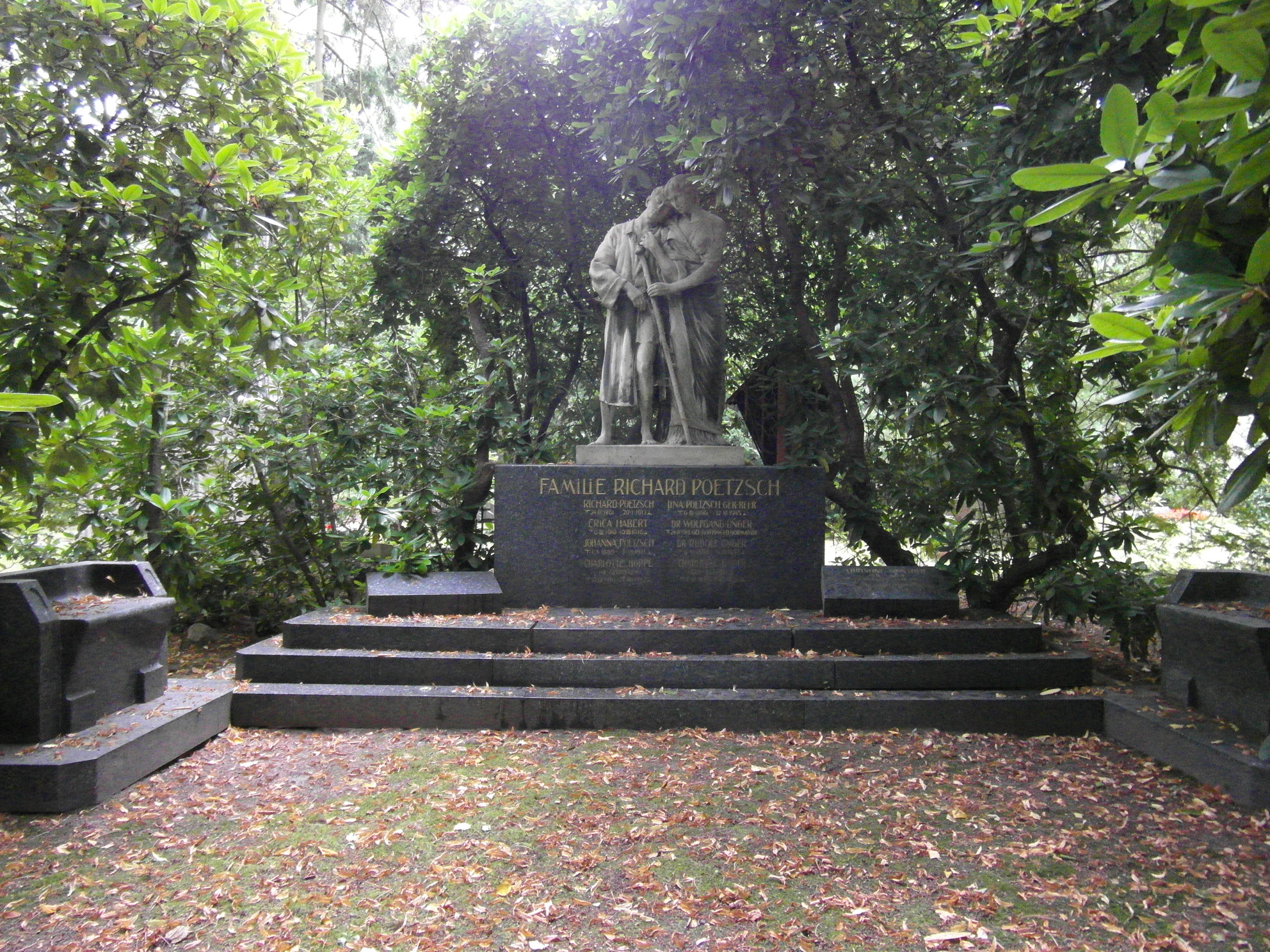
Detail Grabstätte Familie Richard Poetzsch

Nach dem plötzlichen Tod des Gründers wandelte seine Witwe, Lina Poetzsch, geb. Beer (1866–1945), das Unternehmen in eine Kommanditgesellschaft um. Die vom Künstler Reinhold Carl entworfene und aufwendig mit norwegischem blauen Larvikit und einer marmornen Skulptur gestaltete Grabstätte auf dem Leipziger Südfriedhof zeugt bis heute von der damaligen Bedeutung des Unternehmers.
In den 1920er Jahren belieferte die Richard Poetzsch KG über 5000 Verkaufsstellen in ganz Deutschland.
1925 verlegte die Firma ihren Leipziger Hauptsitz in die Bitterfelder Straße 20. Anlässlich des 50-jährigen Firmenjubiläums im Jahr 1938 erschien eine vom damaligen Geschäftsführer, Dr. Rudolf Unger (1885–1957), herausgegebene Festschrift.
Von Kriegsverlust und Enteignung betroffen, konnte das Unternehmen nach 1945 nicht mehr an die alten Erfolge anknüpfen, unterhielt jedoch noch Ladengeschäfte in Leipzig, Hamburg und Berlin. Am 2. August 2012 wurde ihr Eintrag aus dem Handelsregister gelöscht.

## Marken
- Poetzsch Kaffee
- Poetzsch’s Kronen Kaffee
- Poetzsch Malzkaffee

## Mitgliedschaften
- Leipziger Handelskammer (ab 1901)
- Freimaurerloge Balduin zur Linde